# Crucecita
Crucecita es una localidad del Partido de Avellaneda en la zona sur del Gran Buenos Aires, Argentina.

## Geografía

### Límites
Límite con Avellaneda Centro
- Circuito Bullrich de la Línea General Roca

Límite con Dock Sud
- Calle Lamadrid
- Autopista Doctor Ricardo Balbín

Límite con Gerli
- Avenida Crisólogo Larralde

Límite con Sarandí
- Calle Iguazú
- Avenida Debenedetti
- Calle Iberá
- Calle Zeballos
- Calle Hernán Cortés
- Avenida Presidente Bartolomé Mitre
- Calle Comandante Spurr
- Avenida Belgrano

### Vías de acceso

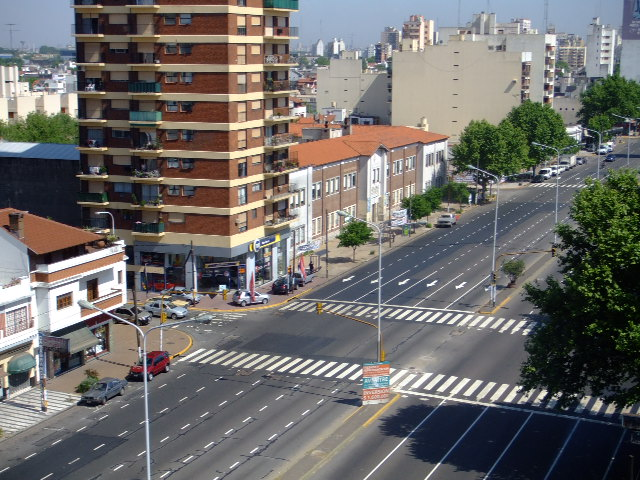
Avenida Mitre al 2200, en cercanías del límite entre Crucecita y Sarandí.

La principal vía de acceso es la Avenida Presidente Bartolomé Mitre, que desde la altura del 1280 al 2300 atraviesa la localidad. Otra vía de acceso importante, que además es parte del límite con la localidad de Dock Sud, es la Autopista Doctor Ricardo Balbín (más conocida como Autopista Buenos Aires - La Plata).
También se puede acceder por ferrocarril mediante la Línea General Roca (Trenes Argentinos Operaciones), cuya estación más cercana es la Estación Sarandí, en la vecina ciudad de Sarandí.
Las principales líneas de colectivo son las líneas 10 17 22 24 33 45 74 95 98 100 129 134 148 159 178

### Población
Es el segundo barrio menos poblado del partido con aproximadamente 22.000 habitantes, detrás del Área Reserva Cinturón Ecológico.

### Sismicidad
La región responde a la «subfalla del río Paraná», y a la «subfalla del río de la Plata», con sismicidad baja; y su última expresión se produjo el 5 de junio de 1888 (137 años), a las 3.20 UTC-3, con una magnitud de 5,5 en la escala de Richter. (Terremoto del Río de la Plata de 1888).

## Historia
La historia de Crucecita comienza en la primavera de 1580 apenas tres meses después de que Juan de Garay refundara la "Ciudad de la Santísima Trinidad y Puerto de Santa María de los Buenos Aires" (actual Ciudad Autónoma de Buenos Aires) en nombre de su mandante, el cuarto y último adelantado en América, Don Juan Torres de Vera y Aragón. En la adjudicación de mercedes las "suertes de estancias”, Garay fue generoso con el Adelantado toda vez que le reservó la más extensa e inmediata al sur del Riachuelo, las tierras que hoy ocupan los partidos de Avellaneda y Lanús.
En la primavera de 1580, cuando Juan de Garay vadea el Riachuelo seguido de sus hombres. Cuando cabalgan por la barranca hacia el sur (actual Avenida Presidente Bartolomé Mitre) inmediatamente cruzan un arroyo, en el que casi no reparan, por no ser más que un zanjón, y que dos siglos después pasaría a llamarse "Arroyo de la Crucecita". Pero a poco de andar llegan a otro arroyo, verdadero arroyo de terrosas pero límpidas aguas, al cual lo llaman Arroyo Sarandí, porque sus orillas estaban bordeadas de tupidos sarandíes, un arbusto de regular altura que proliferaba en la zona. Ese arroyo, al cual Juan de Garay y sus hombres no le prestaron demasiada atención, fue el que posteriormente le daría el nombre a la localidad.
Crucecita es tan antigua como formación barrial, como el pueblo de Barracas. La primera mención del nombre aparece en 1810, en que el Real Consulado de Buenos Aires ordenó la construcción de un puente sobre el arroyo de ese nombre.
Era entre ese año y principios del siglo XX, una continuación periférica de Avellaneda. El primer fraccionamiento de tierras en la localidad se realizó en 1887, al dividirse en manzanas las tierras de Ximenez. 
Crucecita está integrada por los siguientes barrios y villas: Quinta Galli, Ximenez, Crucecita este, Crucecita oeste, Elortondo y Barrio Parque Martín Güemes, éste frente a la exestación terminal del Ferrocarril Provincial de Buenos Aires. 
El signo distintivo de Crucecita fue la fábrica de tejidos de punto de la firma barcelonesa Masllorens Hermanos, que contribuyó al acrecentamiento poblacional y progreso de su barriada.